# Ante Kovačić
Antun Kovačić, detto Ante (Oplaznik, 1854 – Zagabria, 1899), è stato uno scrittore croato, conosciuta per le sue opere Fiškal (1882) e U registraturi (1888; tradotto in Italia col titolo Nell'Archivio), in cui traspare una graffiante satira nei confronti della società croata.

## Biografia
Nato da Ana Vugrinec e Ivan Kovačić, una famiglia di contadini croati, nell'Hrvatsko Zagorje, Kovačić frequentò la facoltà di legge per diventare un avvocato. Ha iniziato a scrivere nel 1875, influenzato dalle tendenze romantiche, salvo poi attingere dalla letteratura realista. I suoi racconti e romanzi spesso avevano forti toni satirici e rappresentano una dura critica alle ingiustizie presenti nella società croata del suo tempo. Uno dei suoi romanzi, Među žabari, rimase incompiuto perché i cittadini di Karlovac protestarono dopo averne letti i primi paragrafi in un locale giornale.
L'opera più famosa di Ante Kovačić è il romanzo semi-autobiografico U registraturi (1888); in questo, espresse grande simpatia per le persone comuni croati, in particolare per i contadini che vedeva come migliori della cittadinanza snob. Kovačić era conosciuto come convinto sostenitore di Ante Starčević e del suo Partito croato dei diritti; come tale fu aspramente attaccato da Ivan Mažuranić, motivo per cui scrisse Morte di Smail-Aga Čengić, parodia letterale di un poema di Mažuranić. Nei suoi ultimi anni, Kovačić cominciò a mostrare i sintomi di una malattia mentale, che a poco a poco influenzò il suo lavoro, tra cui gli ultimi capitoli di U registraturi. 
Morì a Zagabria nel 1899. Le sue spoglie vennero sepolte nel cimitero Mirogoj di Zagabria.